# سالي فولكنير
سالي فولكنير (بالإنجليزية: Sally Faulkner)‏ هي ممثلة بريطانية، ولدت في 1944 في المملكة المتحدة.

## وصلات خارجية
- سالي فولكنير على موقع IMDb (الإنجليزية)
- سالي فولكنير على موقع قاعدة بيانات الفيلم (الإنجليزية)